# Drum național 1F
Der Drum național 1F (rumänisch für „Nationalstraße 1F“, kurz DN1F) ist eine Hauptstraße in Rumänien. In seinem Südabschnitt ist er ein Teil der Europastraße 81.

## Verlauf
Die Straße beginnt in Cluj-Napoca (Klausenburg) und verläuft in nordwestlicher Richtung, kreuzt bei Zimbor den Drum național 1G, mit dem sie ein kurzes Stück gemeinsam verläuft, und führt durch die Kreishauptstadt Zalău, wo der Drum național 1H gequert wird, nach Sărmășag. Bei dem Dorf Supuru de Sus  zweigt der Drum național 19A (zugleich Fortsetzung der Europastraße 81) nach Norden ab. Der DN1F führt weiter über Tășnad (Trestenburg) nach Carei (Groß-Karol) zu dem Grenzort Urziceni (Schinal) und endet an der Grenze zu Ungarn, hinter der eine Fortsetzung nach Mátészalka führt.
Die Länge der Straße beträgt rund 178 Kilometer.